# Habrobracon stabilis
Habrobracon stabilis är en stekelart som först beskrevs av Wesmael 1838.  I den svenska databasen Dyntaxa används istället namnet Bracon stabilis. Enligt Catalogue of Life ingår Habrobracon stabilis i släktet Habrobracon och familjen bracksteklar, men enligt Dyntaxa är tillhörigheten istället släktet Bracon och familjen bracksteklar. Arten är reproducerande i Sverige. Inga underarter finns listade i Catalogue of Life.